# Dubbele landhuisjes Ferdinand Huycklaan
De twintig dubbele landhuisjes aan de Ferdinand Huycklaan vormen een gemeentelijk monument in Baarn in de provincie Utrecht. 
Het complex woningen werd in 1920 gebouwd door de Baarnse bouwvereniging De Zonnebloem, zo blijkt uit een van de gevelstenen. De huizen zijn nadien vaak verbouwd, maar de hoofdvorm bleef bewaard.

## Twee types
De ingangen zijn in de zijgevel aangebracht. Er zijn twee typen gebouwd, die op de begane grond dezelfde indeling hebben. Het eerste type heeft twee bouwlagen met in de voorgevel twee driezijdige erkers. Het tweede type heeft één bouwlaag met twee erkers tussen twee hoge schoorstenen.